# Сауда (Казерта)
Сауда је насеље у Италији у округу Казерта, региону Кампанија.
Према процени из 2011. у насељу је живело 90 становника. Насеље се налази на надморској висини од 56 м.